# Wüsten-Bürstenrattenkänguru
Das Wüsten-Bürstenrattenkänguru (Bettongia anhydra) ist ein ausgestorbener Beutelsäuger aus der Gattung des Bürstenkängurus (Bettongia). Das Taxon wurde 1957 von Hedley Herbert Finlayson als Unterart des Bürstenschwanz-Rattenkängurus (Bettongia penicillata) beschrieben. In einer 2015 veröffentlichten Studie wurde es in den Artstatus erhoben.  Das Artepitheton anhydra (griechisch für ausgetrocknet) bezieht sich auf den Fundort des Holotypus, der 1933 vom Geologen Michael Terry in der Nähe des ausgetrockneten Salzsees Lake Mackay im westlichen Northern Territory entdeckt wurde. 

## Merkmale
Der Holotypus und einziges neuzeitliches Exemplar ist ein beschädigter Schädel mit einer linken und rechten Kieferhälfte. Der Schädel wurde einem frischen Kadaver entnommen, der nicht konserviert wurde. Daher bleibt die äußere Erscheinung des Wüsten-Bürstenrattenkängurus unbekannt. Verglichen mit anderen Vertretern der Bürstenkängurus, mit Ausnahme des Nullarbor-Bürstenkängurus (Bettongia pusilla), hatte das Wüsten-Bürstenrattenkänguru eine kleinere Körperlänge und relativ größere Zähne. 
Der Schädel des Wüsten-Bürstenrattenkängurus war verkürzt, das Rostrum war vorne und hinten reduziert. Der Hirnschädel war schmal. Die Jochbögen waren robust. Der Schädelbereich zwischen den Augenhöhlen (Interorbitalbereich) war verengt. Der vierte Molar war stark reduziert. Die Paukenblase war stark angeschwollen. Die Eckzähne waren sehr gut ausgeprägt, jedoch kürzer als der dritte Schneidezahn I3. Das vordere kurze, breite Gaumenloch endete an der vorderen Kante des Eckzahnfaches. Der Unterkiefer hatte einen robusten horizontalen Ast mit einem längeren Kronenfortsatz und einem spitzen Winkel zwischen dem horizontalen und aufsteigenden Ast.

## Lebensweise
Aufgrund des verkürzten Rostrums und der großen Schneidezähne wird angenommen, dass das Wüsten-Bürstenrattenkänguru eine stärkere Beißkraft, als die anderen Vertreter der Bürstenkängurus hatte. Möglicherweise war die Art in der Lage größere Samen zu fressen. Auch die großen Schläfenmuskel im Verhältnis zur Schädelgröße unterstützen diese Vermutung. Das Wüsten-Bürstenrattenkänguru war wahrscheinlich nachtaktiv. Mehr ist über die Lebensweise nicht bekannt.

## Status
Das Wüsten-Bürstenrattenkänguru wurde 2016 von der IUCN in die Rote Liste der neuzeitlich ausgestorbenen Säugetiere aufgenommen. Neben dem Holotypus existiert noch ein subfossiler Schädel unbekannten Datums aus der in der Nullarbor-Ebene gelegenen Stegamite Cave in Western Australia. Das Aussterbedatum ist unbekannt. Vermutet wird ein Zeitpunkt in den 1950er oder 1960er Jahren. Die Ausrottung des Wüsten-Bürstenrattenkängurus ist wahrscheinlich auf die Nachstellung durch eingeführte Rotfüchse und verwilderte Hauskatzen in Kombination mit von Menschen verursachten Bränden zurückzuführen.